# Родригес, Рауль (гребец)
Рауль Пабло Родригес (англ. Raoul Pablo Rodriguez; род. 1 февраля 1963, Анн-Арбор, Мичиган) — американский гребец, выступавший за сборную США по академической гребле в период 1986—1991 годов. Серебряный призёр летних Олимпийских игр в Сеуле, серебряный призёр чемпионата мира, обладатель серебряных медалей Игр доброй воли и Панамериканских игр.

## Биография
Рауль Родригес родился 1 февраля 1963 года в городе Анн-Арбор, штат Мичиган. Отец, бежавший в США из Кубы, с ранних лет обучал его гребле.
Во время учёбы в Тулейнском университете Рауль достаточно успешно играл в футбол, состоял в университетской команде, где исполнял роль оффенсив гарда. Уже на последнем курсе перешёл в академическую греблю и так же стал членом местной команды.
Дебютировал в гребле на взрослом международном уровне в сезоне 1986 года, когда впервые вошёл в основной состав американской национальной сборной и выступил на чемпионате мира в Ноттингеме — в зачёте распашных рулевых двоек сумел квалифицироваться лишь в утешительный финал B и расположился в итоговом протоколе соревнований на девятой строке.
Благодаря череде удачных выступлений удостоился права защищать честь страны на летних Олимпийских играх 1988 года в Сеуле. В составе экипажа-четвёрки без рулевого в финале пришёл к финишу вторым позади команды из Восточной Германии — тем самым завоевал серебряную олимпийскую награду.
После сеульской Олимпиады Родригес остался в составе гребной команды США на ещё один олимпийский цикл и продолжил принимать участие в крупнейших международных регатах. Так, 1989 году он побывал на чемпионате мира в Бледе, откуда привёз награду серебряного достоинства, выигранную в зачёте распашных безрульных четвёрок.
В 1990 году в восьмёрках стал серебряным призёром на Играх доброй воли в Сиэтле.
На Панамериканских играх 1991 года в Гаване добавил в послужной список ещё одну серебряную медаль, полученную в безрульных четвёрках.
Завершив спортивную карьеру, получил степень магистра делового администрирования в Тулейнском университете и затем работал в финансовой сфере в Чикаго и Нью-Йорке. В середине 2000-х годов вернулся в академическую греблю в качестве спортсмена-ветерана, неоднократно выступал в смешанных дисциплинах вместе со своей женой Мег.